# Limenikò Sòma − Ellinikì Aktofylakì
Il Limenikò Sòma − Ellinikì Aktofylakì (ufficialmente Λιμενικό Σώμα − Ελληνική Ακτοφυλακή) è la guardia costiera greca ed è un corpo paramilitare che in caso di guerra può dare supporto alla marina militare greca, ma che in tempo di pace è sotto il controllo civile e dipende dal Ministero della navigazione greco. La Guardia costiera greca è stata costituita nel 1919 con Legge N. 1753/1919 del parlamento greco e il quadro giuridico per le sue funzioni è stato riformato nel 1927. Il nome attuale è specificato nella legge 3022/2011. Il comandante della Guardia costiera greca ha il grado di viceammiraglio.

## Compiti
Alla Guardia Costiera competono la salvaguardia delle vite umane e il coordinamento di ricerca e salvataggio ("SAR") in mare, nonché la gestione amministrativa, la sicurezza della navigazione, la difesa delle acque territoriali e della zona economica esclusiva, la lotta all'immigrazione clandestina e al traffico d'armi e al traffico di droga.

## Gradi della Guardia Costiera Greca
| Ufficiali                                   | Ufficiali                                | Ufficiali                                 | Ufficiali                                   | Ufficiali                                          | Ufficiali                                   | Ufficiali                                        | Ufficiali                                                    | Ufficiali                               |
| Ammiragli                                   | Ammiragli                                | Ammiragli                                 | Ufficiali superiori                         | Ufficiali superiori                                | Ufficiali superiori                         | Ufficiali Inferiori                              | Ufficiali Inferiori                                          | Ufficiali Inferiori                     |
| ------------------------------------------- | ---------------------------------------- | ----------------------------------------- | ------------------------------------------- | -------------------------------------------------- | ------------------------------------------- | ------------------------------------------------ | ------------------------------------------------------------ | --------------------------------------- |
| Αντιναύαρχος Antinavarchos (Viceammiraglio) | Υποναύαρχος Yponavarchos Sottoammiraglio | Αρχιπλοίαρχος Archiploiarchos (Commodoro) | Πλοίαρχος Ploiarchos (Capitano di vascello) | Αντιπλοίαρχος Antiploiarchos (Capitano di fregata) | Πλωτάρχης Plotarchis (Capitano di corvetta) | Υποπλοίαρχος Ypoploiarchos (Tenente di vascello) | Ανθυποπλοίαρχος Anthypoploiarchos (Sottotenente di vascello) | Σημαιοφόρος Simaioforos (Guardiamarina) |
|                                             |                                          |                                           |                                             |                                                    |                                             |                                                  |                                                              |                                         |

| Αρχικελευστής Archikeleustis (sergente maggiore capo) | Επικελευστής Epikeleustis (Sergente maggiore) | Κελευστής Keleustis (Sergente) |  |  |
|                                                       |                                               |                                |  |  |

Equivalente della Guardia Costiera Italiana
- Limenofýlakas - Nocchiere di porto (graduato a livello di OR-4)
- Keleustis - secondo capo scelto secondo capo sergente
- Epikeleustis - capo di terza classe capo di seconda classe
- Archikelefstis - capo di prima classe Primo maresciallo
- Anthipaspistis - Primo maresciallo luogotenente

## Galleria d'immagini

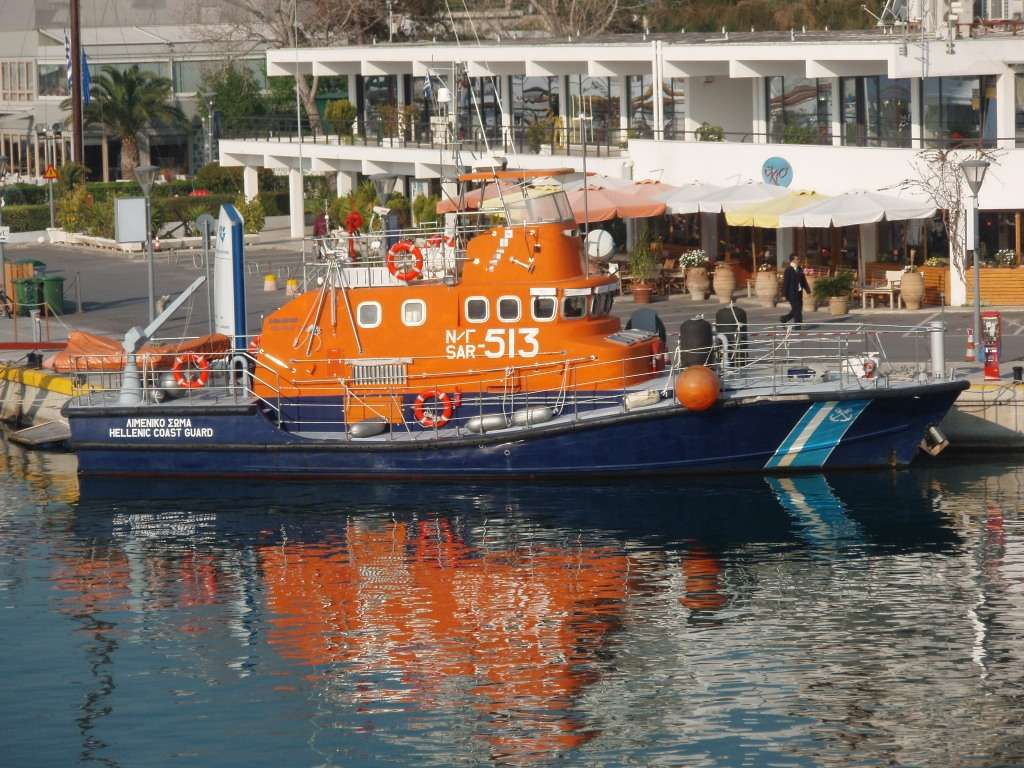
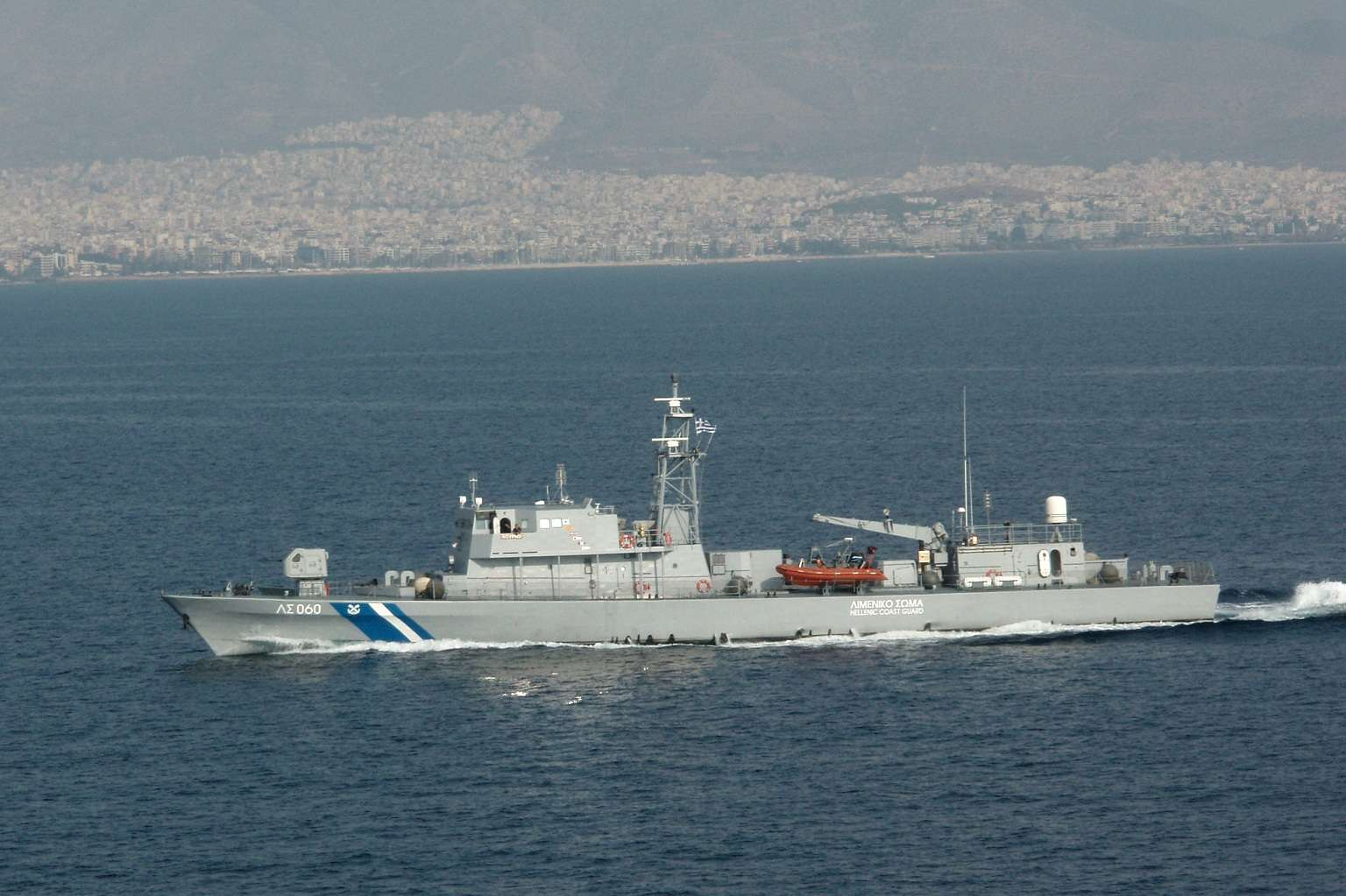
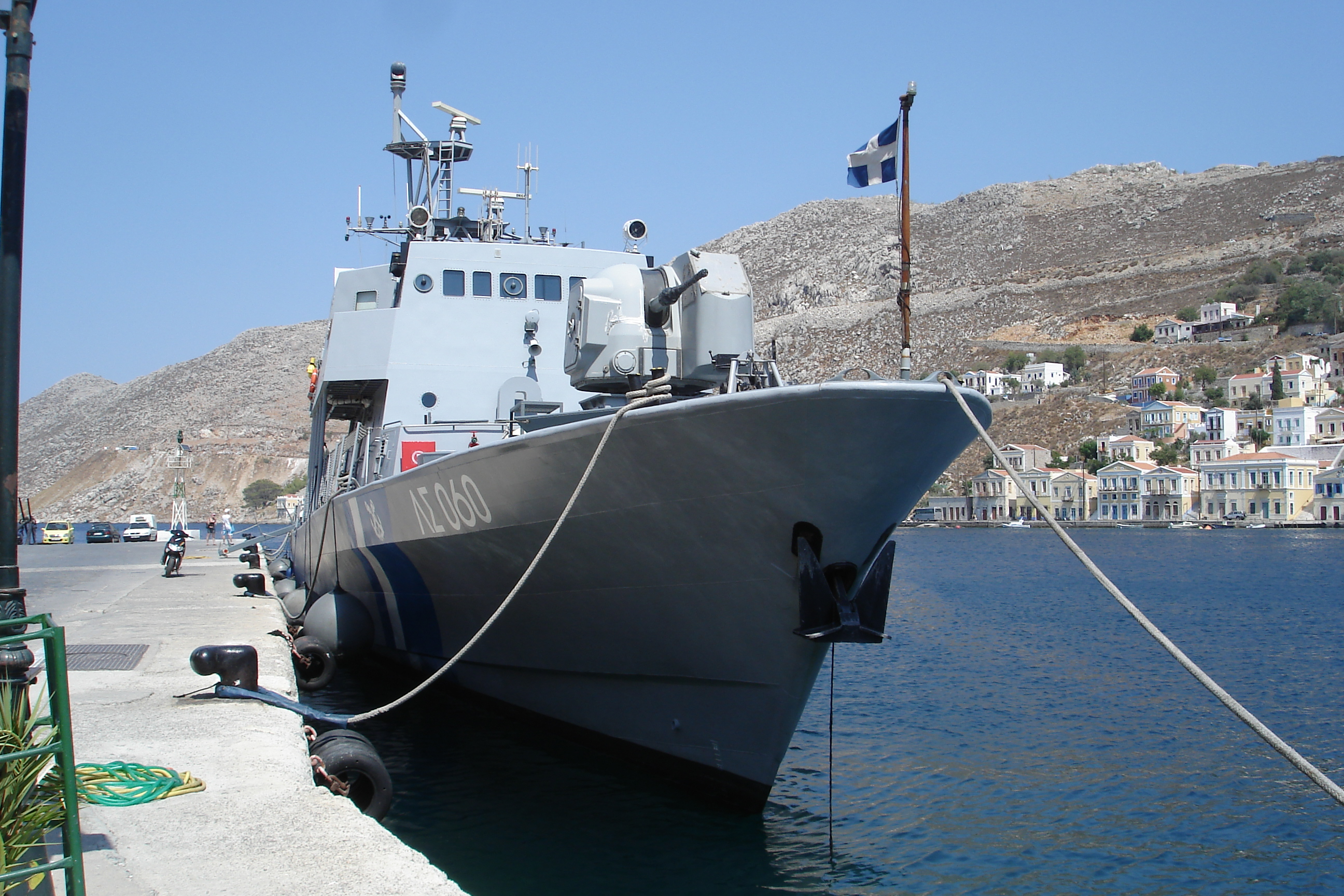
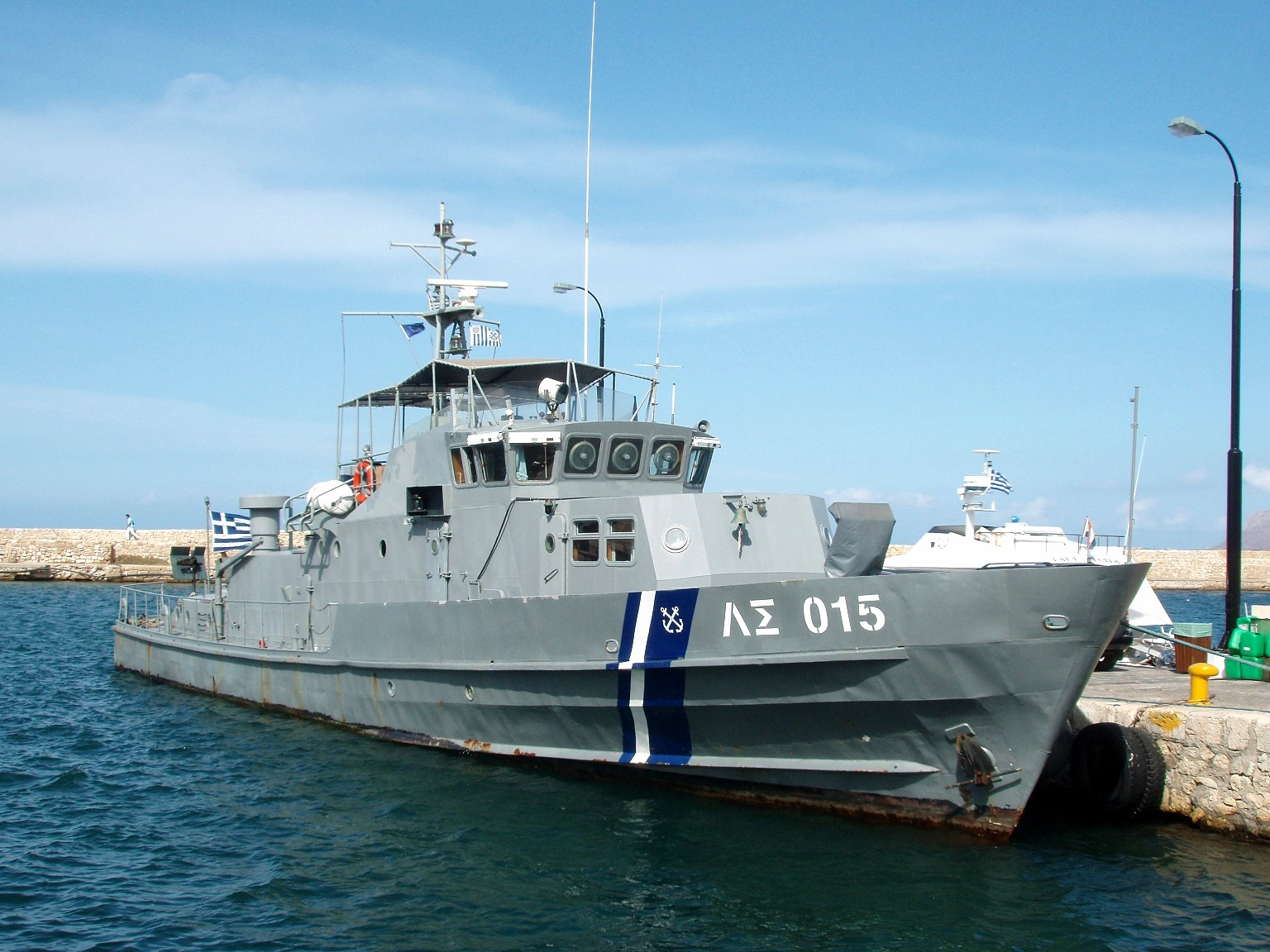
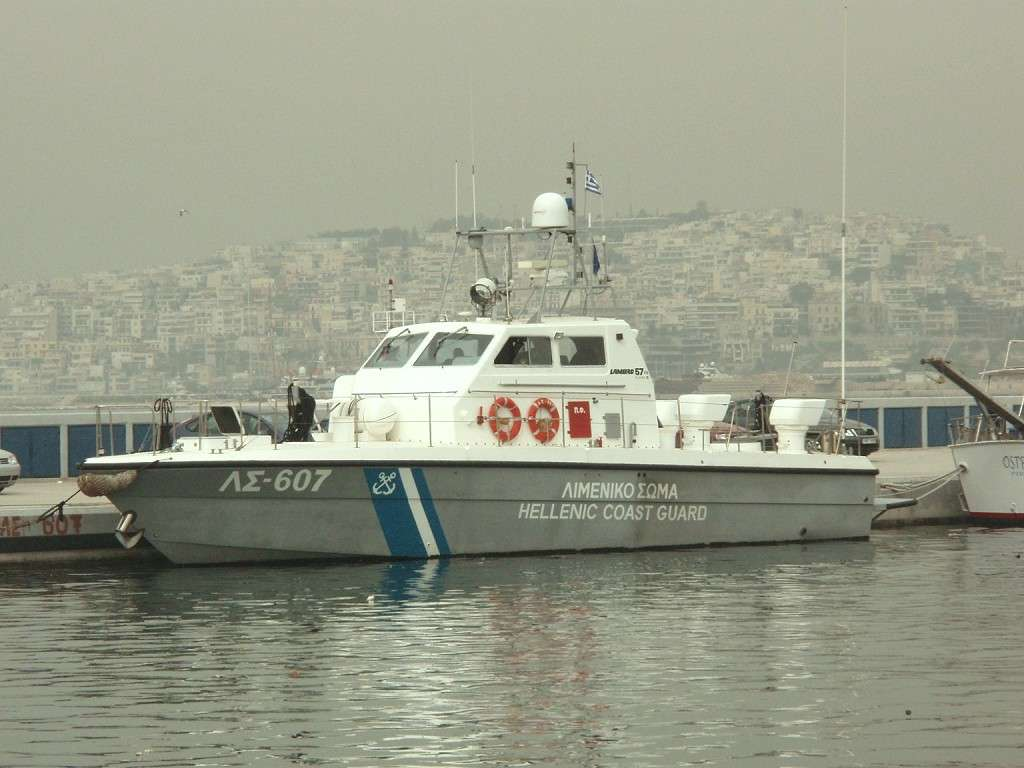
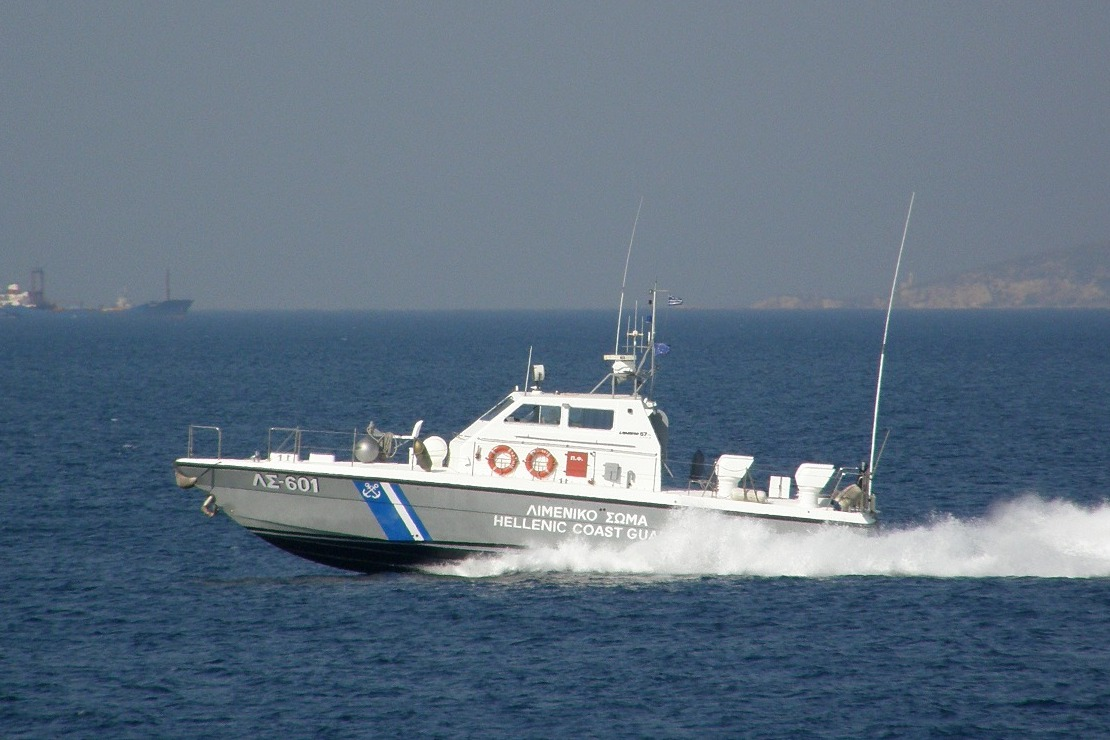
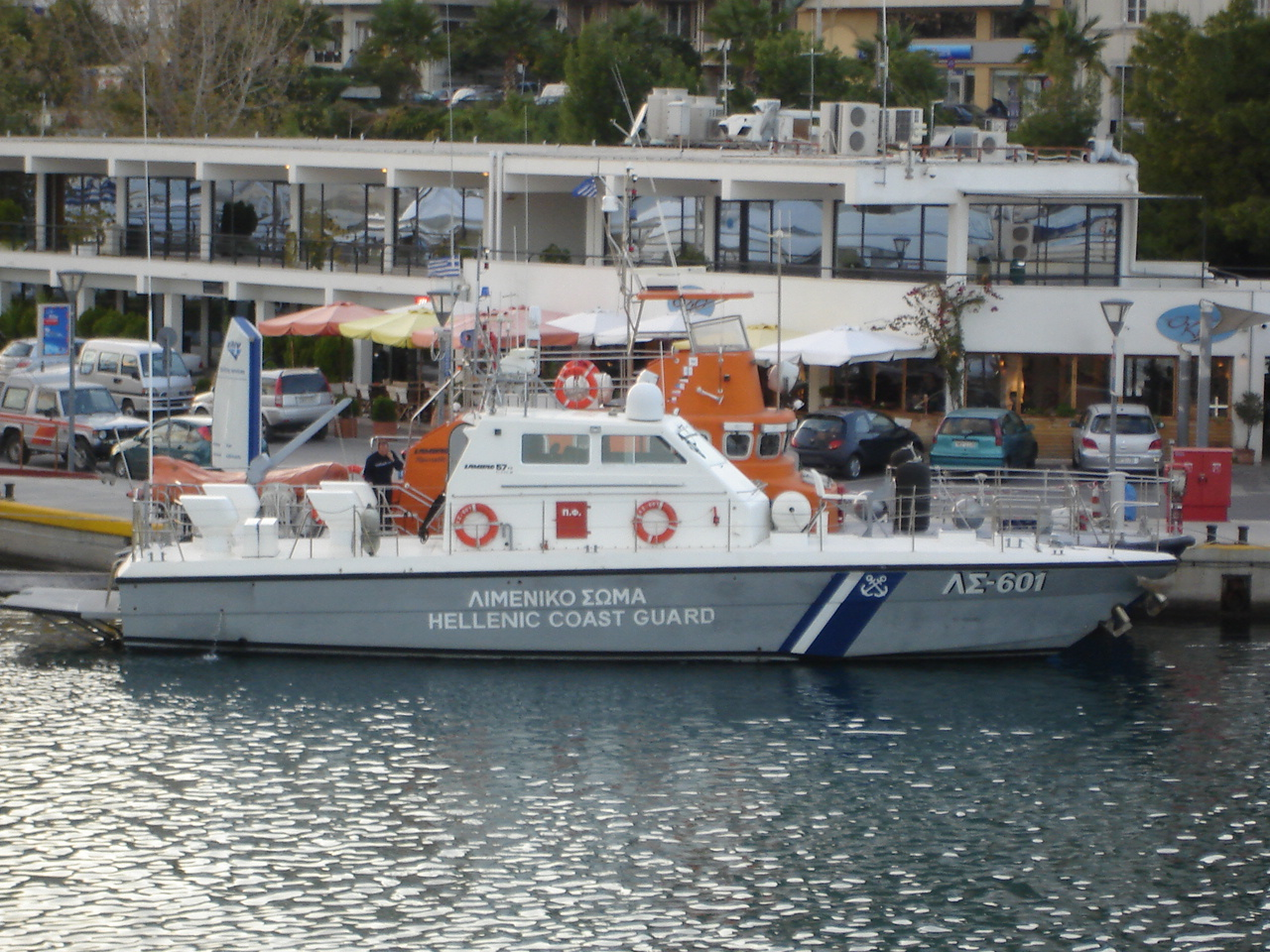